# Burhan Sargın
Burhan Sargın, apodado Canavar ('El Monstruo') (Ankara; 11 de febrero de 1929 - 15 de septiembre de 2023), fue un futbolista turco del club deportivo Fenerbahçe y la selección nacional de fútbol de Turquía en la década de 1950.

## Primeros años
Comenzó al fútbol en la Liga de Ankara, en la temporada 1946-47, con el equipo capitalino de Hacettepe Spor Kulübü.

## En Fenerbahçe
Fue fichado por Fenerbahçe en 1951, en sus palabras, "sin recibir un kuruş" de dinero de transferencia. Su sueldo era de 200 Liras. Entre 1956 y 1958 jugó por "Adalet" pero volvió a Fenerbahçe, y nunca más cambió de club. Terminó su carrera en 1961.
Por ser de Ankara, y por una película turca de la época llamada Ankara Canavarı (El Monstruo de Ankara) Sargın fue conocido, en los primeros tiempos de su carrera en Kadıköy, como "Ankara Canavarı" entre la audiencia de fútbol turco. En tiempo la palabra "Ankara" fue olvidada y empezó a llamarse solamente como "Canavar", aunque él lo atribuye a su técnica de juego.
Hizo 112 goles en 172 partidos en Fenerbahçe.

## Carrera nacional
Aunque jugó solamente 8 partidos por la selección nacional turca, logró hacer 8 goles. Su gol contra España en el partido eliminatorio del Mundial de Fútbol de 1954 en Estambul, el 24 de marzo de 1954, cuando Turquía ganó 1-0 contra los españoles, posibilitó que su equipo pudiera participar en los finales de Suiza.

### En el Mundial de 1954
Entró en la galería de honor de los jugadores de fútbol del globo al lograr una tripleta en el partido contra Corea del Sur, cuando Turquía ganó contra los coreanos 7-0, en los finales del Mundial.

## Vida familiar
Era casado y tuvo dos hijas: Aslı Sargın y Nazlı Sargın.